# Zetzwil (Trockenwiese)

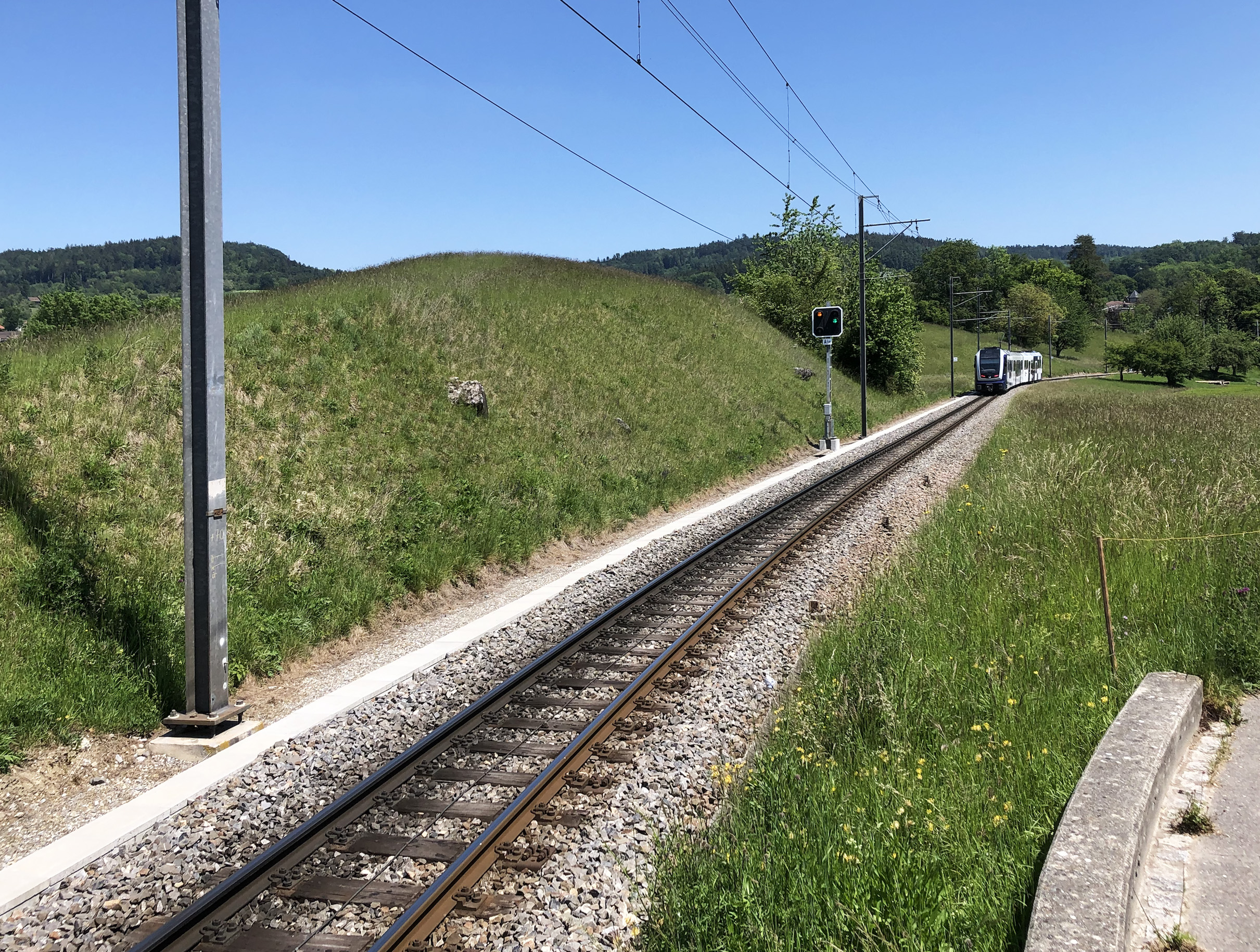
Moräne mit Trockenwiese neben der Wynentalbahn

Das Wiesland mit der Bezeichnung «Zetzwil» ist eine im Bundesinventar der Trockenwiesen und -weiden von nationaler Bedeutung ausgewiesene Fläche vorwiegend mit Magerrasen in den Gemeindearealen von Gontenschwil und Zetzwil im Kanton Aargau.

## Geographie und Geologie
Das Gebiet im Umfang von 0,74 Hektaren liegt auf 515 m ü. M. am Südhang der langen, schmalen Hügelreihe «Müliegg» oder «Mülirain», die sich zwischen den Ortschaften Gontenschwil und Zetzwil quer durch das Wynental hinzieht. Der am höchsten Punkt etwa 20 Meter hohe Hügel entstand während der letzten Eiszeit bei einem späten Vorstoss der im Wynental liegenden Zunge des Reussgletschers als eine Endmoräne. An den beiden Talflanken befinden sich auch die zum Gletscherstand der Endmoräne gehörenden Seitenmoränen. Im südlich daran anschliessenden, oberen Talabschnitt mit dem Zungenbecken bildete sich nach dem Abschmelzen des Eises ein Gletschervorfeld mit einem Gletscherrandsee, der allmählich verlandete und auf dem sich über die Jahrtausende eine Sumpffläche entwickelte, die man allgemein als «Moos» bezeichnete.
Am Ende der Eiszeit strömte durch das Wynental und durch eine Lücke am östlichen Rand der Zetzwiler Moräne ein Gletscherschmelzfluss, der erst ausblieb, als sich der Gletscher über die Wasserscheide am südlichen Rand des Tales zurückgezogen hatte. Danach floss nur noch das Niederschlagswasser aus dem oberen Einzugsgebiet der Wyna durch das Tal ab. Bis im frühen 20. Jahrhundert nahm der Fluss, der die Gemeindegrenze zwischen Zetzwil und Gontenschwil bildet, den Weg am rechten, östlichen Talrand. Dort stand die Mühle von Zetzwil, nach welcher der Hügelzug seinen Flurnamen hat. Der ganze Moränenzug befand sich auf Gontenschwiler Gebiet. Bei Hochwasser wurde die Ebene bis an den Hangfuss der Moräne immer wieder überschwemmt.
Die 1904 eröffnete Strecke der Wynentalbahn folgt von Gontenschwil nach Zetzwil dem Südrand der Moräne. Von 1914 bis 1918 wurden das «Moos» in der Wynaebene trockengelegt, der Lauf der Talflusses korrigiert und das für Feldkulturen gewonnene Ackerland neu zugeteilt. Um den Abfluss der Wyna zu verbessern, entstand für sie ein neuer Sammelkanal mit einem kurzen Stollen unter dem Trasse der Wynentalbahn (siehe Liste der Brücken über die Wyna) und durch die Endmoräne. Später wurden in der Meliorationszone auch die Gemeindegrenzen verlegt, so dass nun der östliche Moränenabschnitt in Zetzwil liegt.

## Naturschutzgebiet
Die gegen Süden ausgerichteten, steilen Hänge an den beiden Abschnitten der Endmoräne beidseits der Wyna tragen über dem alpinen Moränenschutt teilweise dünne, steinige Böden mit trockenem Magerrasen, der in dieser Region selten ist. Der etwa 500 Meter lange, von der Flusspassage unterbrochene Landstreifen liegt nördlich der Bahngleise. Am Rand der Flächen wachsen einzelne Bäume und Gebüschgruppen.
Das Gebiet wurde durch die 2010 in Kraft getretene Trockenwiesenverordnung des Bundes als Schutzgebiet von nationaler Bedeutung ausgewiesen und erhielt dabei den offiziellen Eigennamen «Zetzwil». Die Kurzbeschreibung des Bundesinventars hält fest, dass zwei Drittel der ausgewiesenen Fläche aus echtem Halbtrockenrasen bestehen, während die übrigen Bereiche nährstoffreichen Halbtrockenrasen, artenarmen Trockenrasen und einen kleinen Anteil mit Fettwiese aufweisen. Mehrere für Magerrasen typische, besondere Pflanzenarten wie das Weidenblättrige Ochsenauge (Buphthalmum salicifolium), das Pyramiden-Schillergras (Koeleria pyramidata) und das Nickende Leimkraut (Silene nutans) kommen auf dem Moränenboden vor.
Als Ergänzung des Biotops schliesst in der Ebene südlich der Moräne neben der Bahnstrecke ein neu geschaffenes Feuchtgebiet in der Gemeinde Zetzwil an.